# Lotyń
Lotyń (deutsch Lottin) ist ein Dorf bei Okonek (Ratzebuhr) in der polnischen Woiwodschaft Großpolen.

## Geographische Lage
Lotyń liegt in Hinterpommern am Teilabschnitt der Landesstraße 11 zwischen Szczecinek (Neustettin) im Norden und Piła (Schneidemühl) im Süden. Das Dorf liegt in der Nähe des Flusses Gwda (Küddow). Nachbarorte sind Babi Dwór im Nordwesten, Drzewice im Nordosten und Okonek (Ratzebuhr) im Süden.

## Geschichte
Lottin, ein altes Kirchdorf, ist eines von mehreren Dörfern, die Mitglieder der Adelsfamilie Hertzberg im 13. Jahrhundert in Hinterpommern gründeten. Im Jahr 1784 gab es in Lottin neun Vorwerke, die im Besitz von Adelsfamilien waren, einen Prediger, einen Küster, 20 Halbbauern, 13 Kossäten, vier Büdner, einen Gasthof, zwei Schmieden und 53 Feuerstellen (Haushalte). 1939 hatte Lottin 1591 Einwohner. Bis 1945 gehörte Lottin zum Kreis Neustettin der preußischen Provinz Pommern.
Gegen Ende des Zweiten Weltkriegs wurde die Region von der Roten Armee erobert und – wie ganz Hinterpommern – Teil Polens. Der Ort erhielt nun den polnischen Ortsnamen Lotyń.

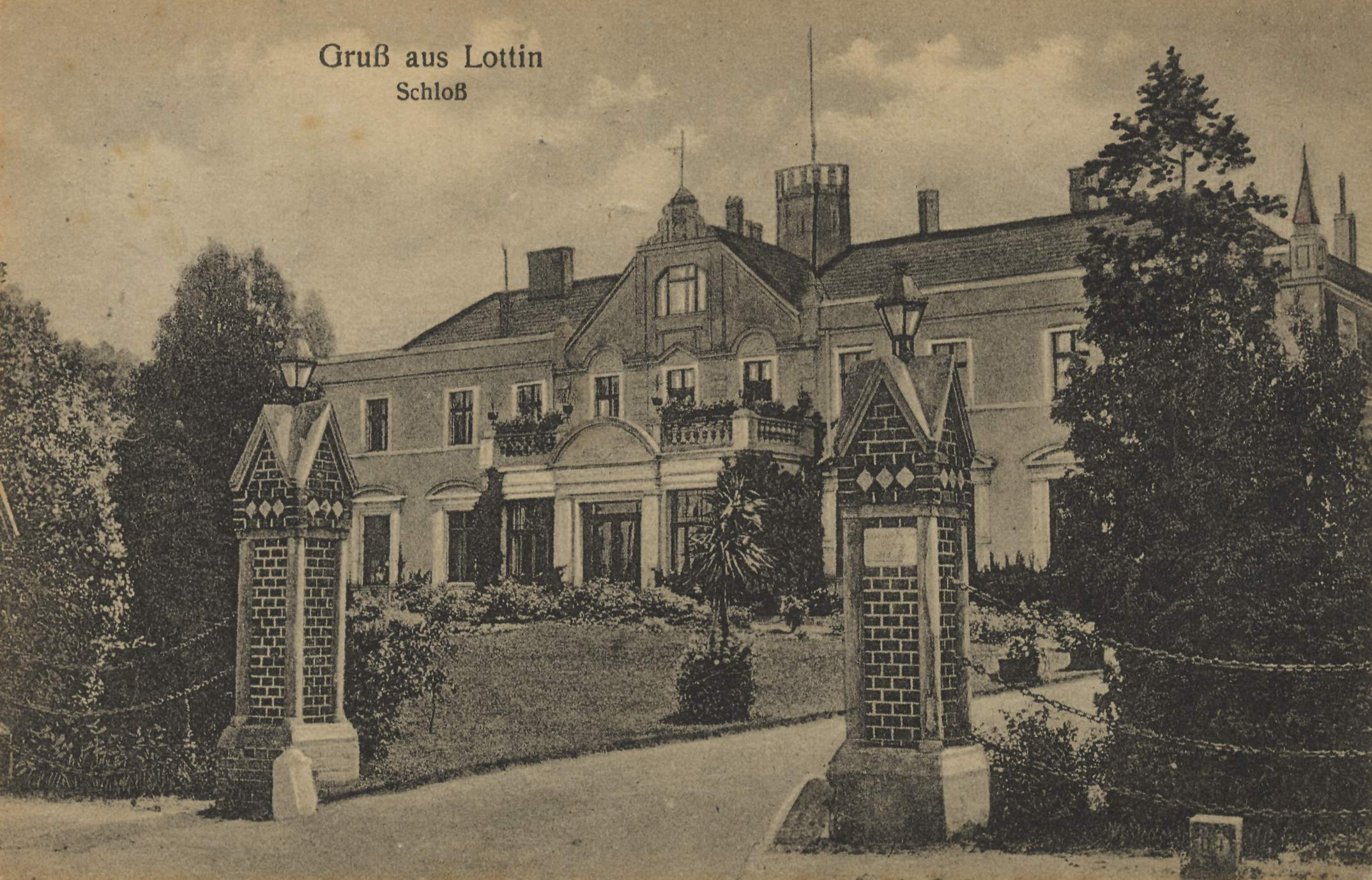
Schloss
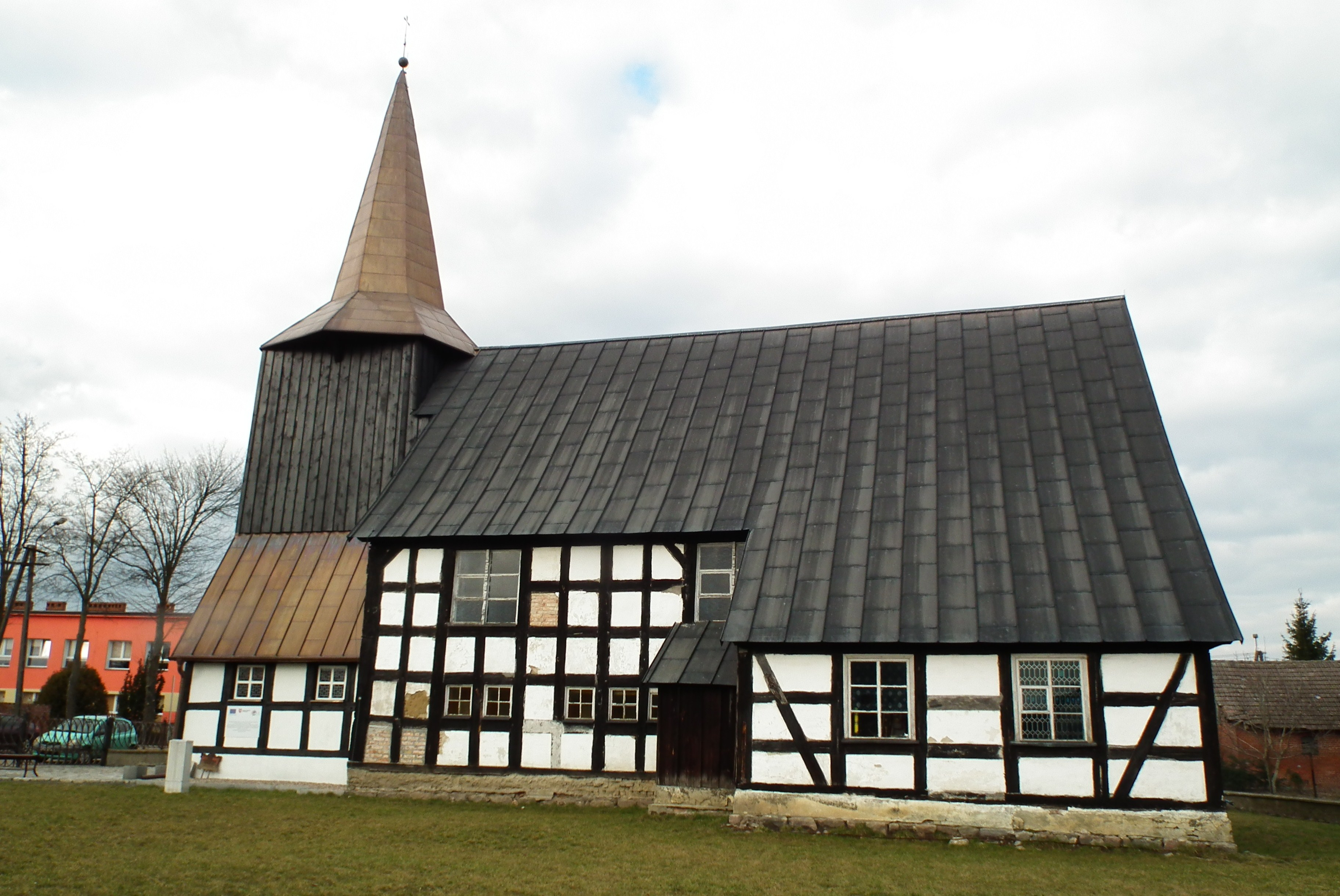
Kirche

## Persönlichkeiten gebürtig aus dem Ort
- Martin Grulich (1694–1772), deutscher evangelischer Theologe.
- Joachim Wilhelm von Hertzberg (1704–1759), preußischer Offizier, Oberst.
- Ewald Friedrich von Hertzberg (1725–1795), preußischer Minister und politischer Schriftsteller.
- Erdmann Bogislav von Hertzberg (1736–1803), preußischer Offizier.
- Ernst von Hertzberg (1852–1920), königlich-preußischer Landschaftsdirektor und Politiker.
- Gertzlaff von Hertzberg (1880–1945), Verwaltungsfachmann und völkischer Politiker.

## Verweise